# Ivonne Haza
Ivonne Haza del Castillo (* 25. Dezember 1938 in San Pedro de Macorís; † 16. Juni 2022) war eine dominikanische Sopranistin.

## Leben
Haza studierte am Konservatorium von Santo Domingo und debütierte 1958 als Sängerin bei einem Kammerkonzert zu Ehren des Diktators Trujillo. Ab 1961 studierte sie am Conservatorio de Música Santa Cecilia in Rom bei Elena D’Ambrossio, Ines Alfani-Tellini und Roberto Caggiano.
Hazas Repertoire umfasste alle Genres der Vokalmusik von der Operette und Oper über Requiems und sinfonische Dichtungen bis hin zum Lied. Mit dem Orquesta Sinfónica Nacional der Dominikanischen Republik trat sie unter den dominikanischen Dirigenten Manuel Simó, Carlos Piantini, Rafael Villanueva, Julio de Windt, Manuel Marino Miniño und José Antonio Molina und Gastdirigenten wie Roberto Caggiano, Carlos Chávez, Enrique García Asensio, Paul Engel und Robert Carter Austin auf. Zu ihren musikalischen Partnern zählten u. a. Olga Azar, Arístides Incháustegui, Luís Rivera, Roberto Caggiano, Lilliam Columna, Jacinto Gimbernard, Luis Frías Sandoval, Rafael Félix Gimbernard, Rafael Sánchez Cestero, Manuel Simó, Dagmar White, Criolla Hidalgo, Fausto Cepeda, Rafael Gil Castro, Vito Castorina und Enriquillo Cerón.
Haza sang Kompositionen von Maurice Ravel, Heitor Villa-Lobos, Lukas Foss, José de Jesús Ravelo, Leo Brouwer und Enrique de Marchena y Dujarric. Sie trat in Hauptrollen in den Opern Cavalleria rusticana und Los Payasos und den Zarzuelas Luisa Fernanda, La leyenda del beso und El cafetal auf. Konzertreisen und Auftritte führten sie in die USA, nach Puero Rico, Mexiko und Kuba. Mit dem Pianisten Manuel Rueda nahm sie an Festival Latinoamericano de las Artes in San Juan teil. Mit der Pianistin María de Fátima Geraldes vertrat sie 1988 beim Festival Cervantino in Mexiko die Dominikanische Republik. Im gleichen Jahr nahm er die CDs Entrega, Joyas de Navidad und Sueños auf.
Daneben unterrichtete Haza viele Jahre am Conservatorio Nacional de Música, war fünf Jahre lang künstlerische Leiterin des Teatro Nacional und leitete die Cantantes Líricos de Bellas Artes. Sie wurde u. a. mit dem dominikanischen Orden de Duarte Sánchez y Mella und dem italienischen Verdienstorden ausgezeichnet.
Ivonne Haza starb im Juni 2022 im Alter von 83 Jahren.